# Kendry Flores
Kendry Flores Mateo (né le 24 novembre 1991 à Azua en République dominicaine) est un lanceur droitier de baseball qui évolue pour les Marlins de Miami de la Ligue majeure de baseball en 2015 et 2016.

## Carrière
Kendry Flores signe son premier contrat professionnel en 2009 avec les Giants de San Francisco. Il joue 5 saisons de ligues mineures avec des clubs qui leur sont affiliés.
Avec le Luis Castillo, un autre lanceur droitier des ligues mineures, Flores est le 20 décembre 2014 échangé aux Marlins de Miami en retour du joueur de troisième but Casey McGehee.
Lanceur partant dans les rangs mineurs, il fait ses débuts dans le baseball majeur comme lanceur de relève pour Miami le 6 juin 2015 face aux Rockies du Colorado.
En deux saisons (2015 et 2016) avec Miami, Flores lance 15 manches et deux tiers, remporte une victoire contre deux défaites, et présente une moyenne de points mérités de 4,02.